# Tetrachroa edwardsi
Tetrachroa edwardsi är en fjärilsart som beskrevs av Oliff. 1890. Tetrachroa edwardsi ingår i släktet Tetrachroa och familjen svärmare. Inga underarter finns listade i Catalogue of Life.

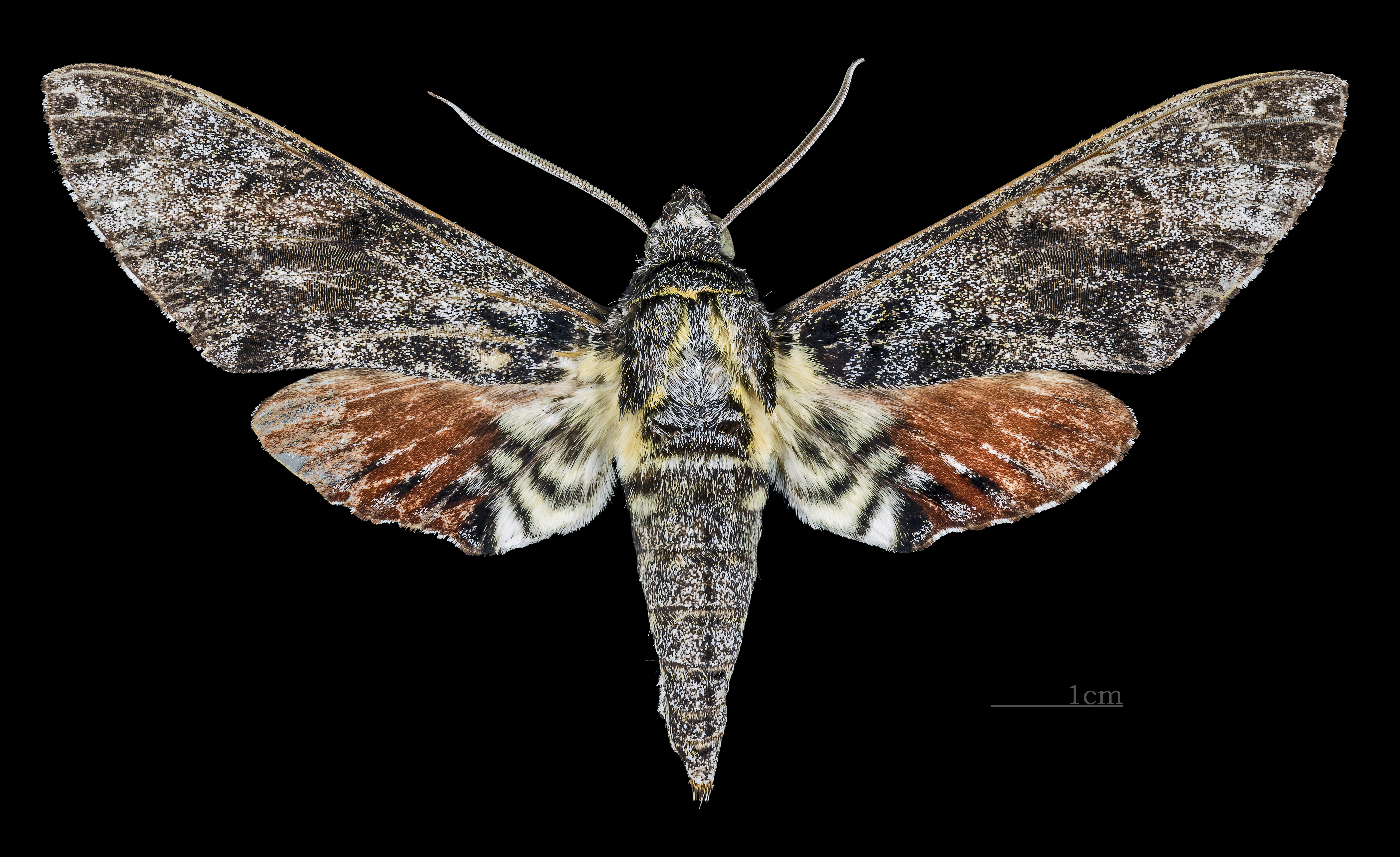
♂
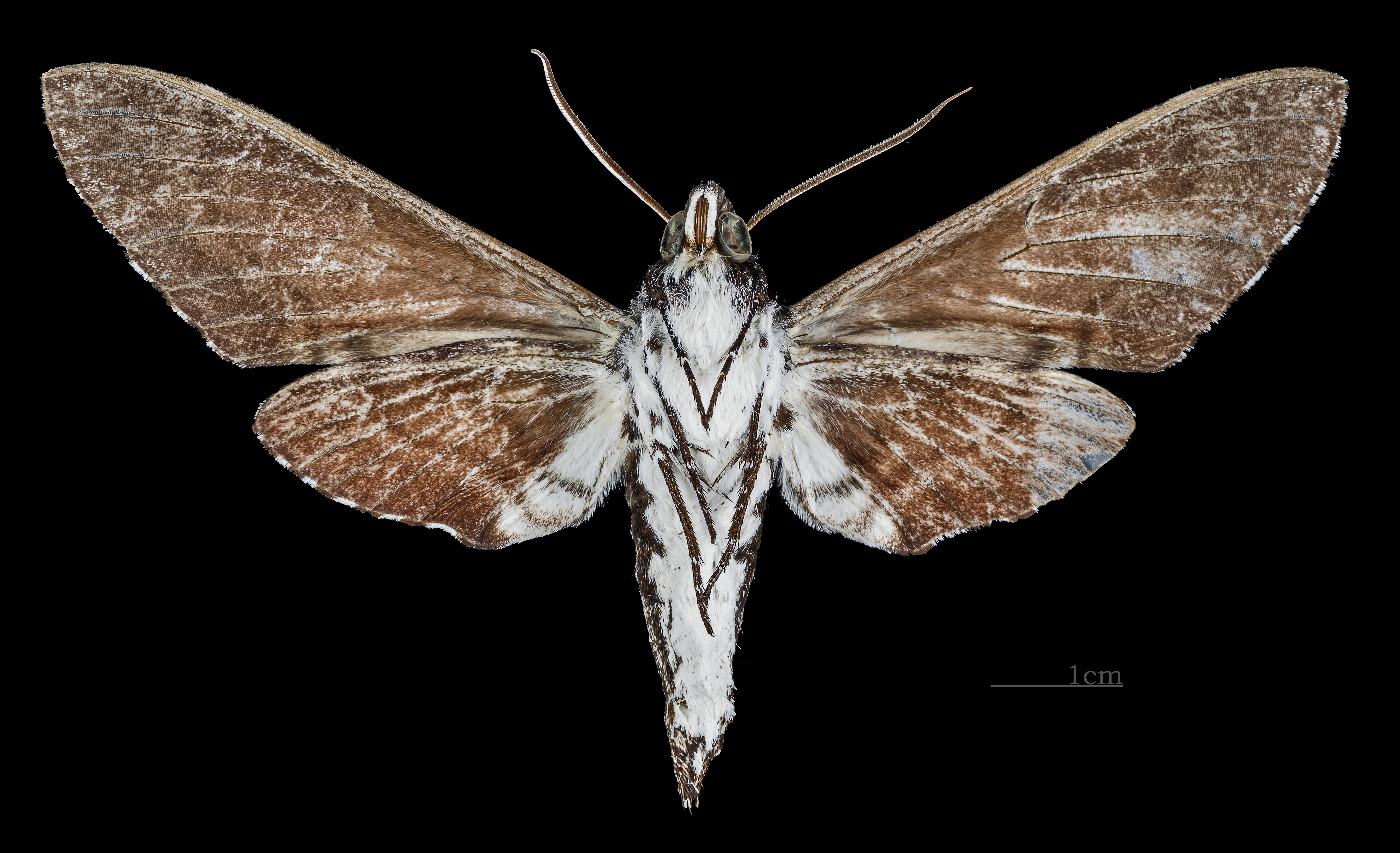
♂ △
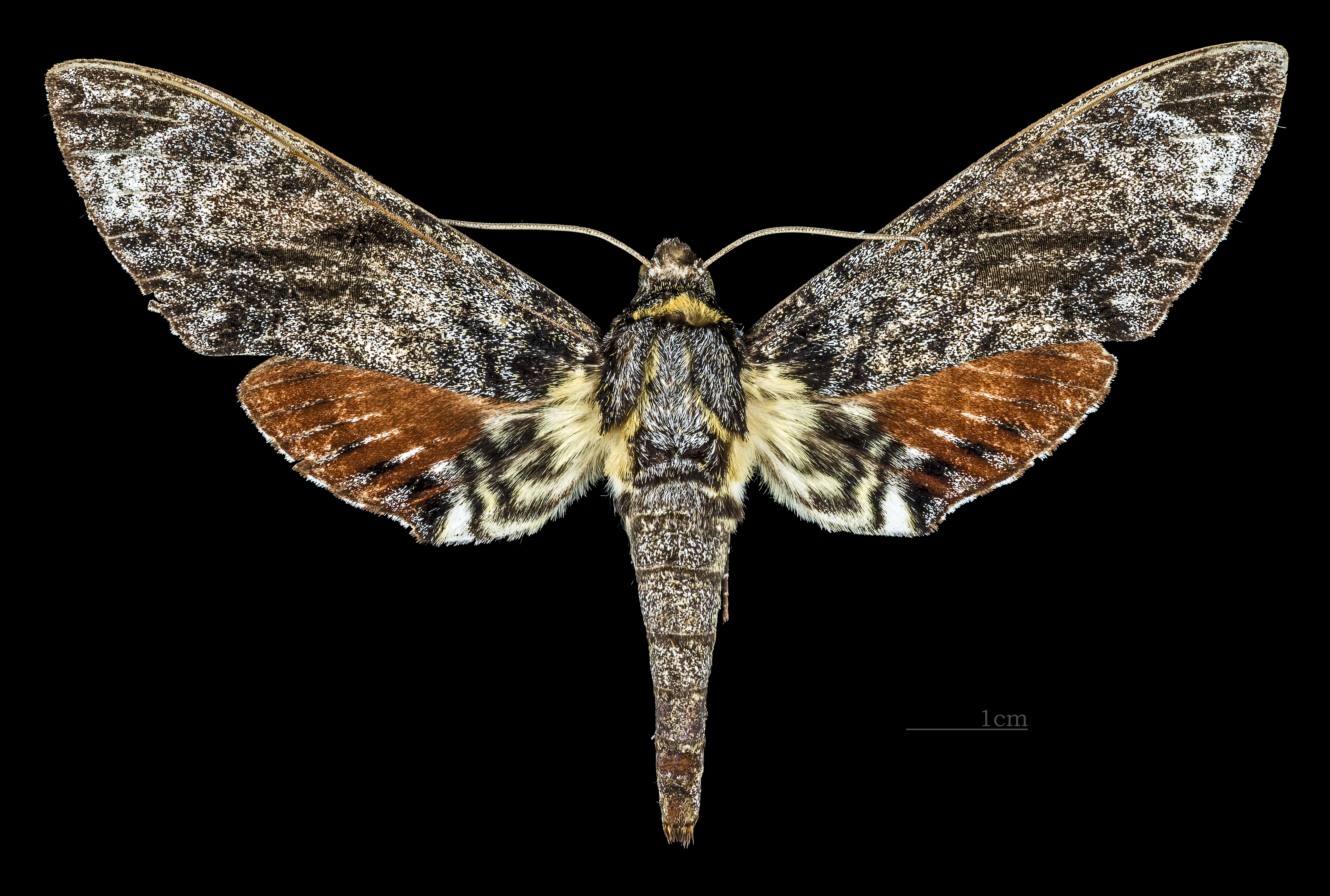
♀
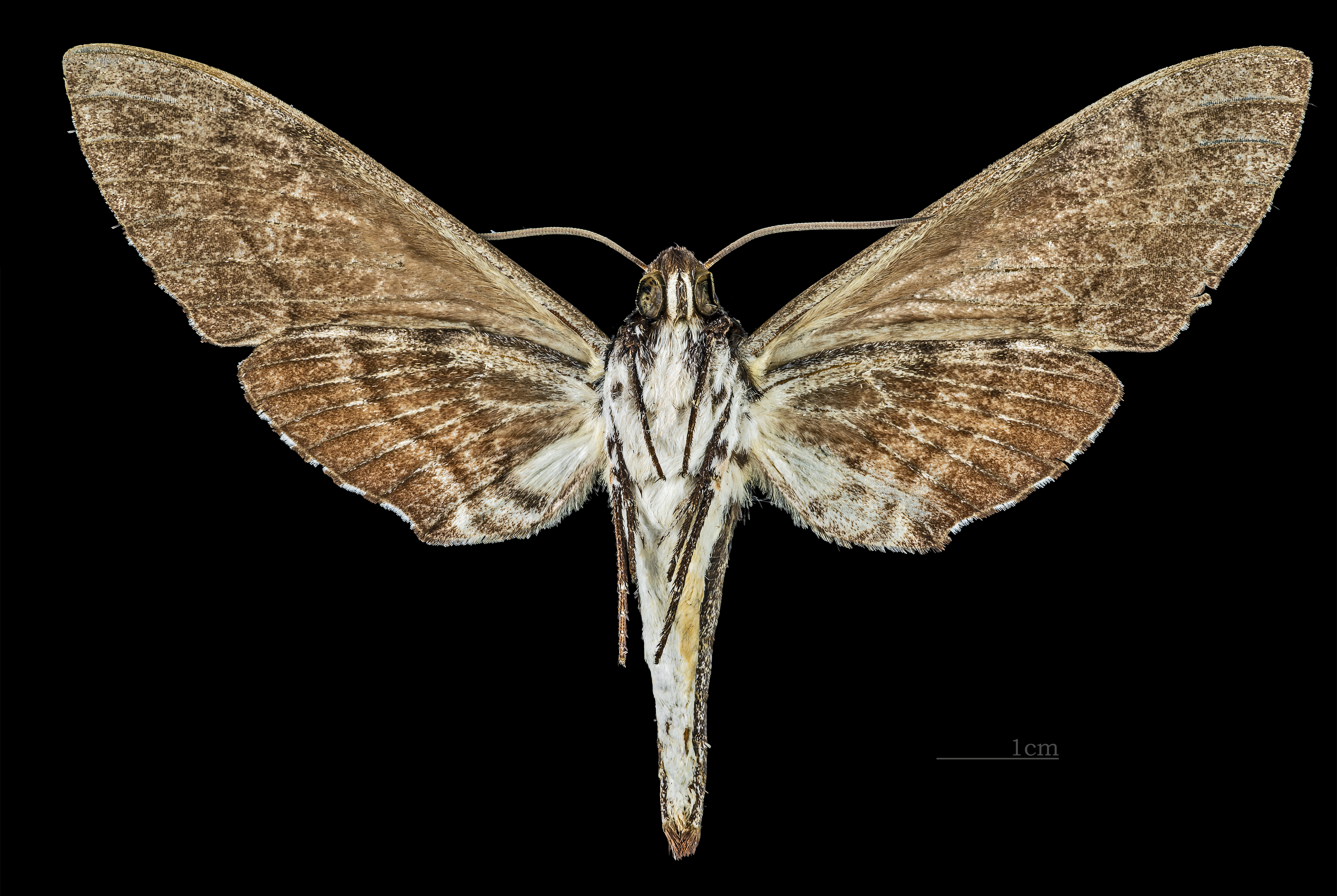
♀ △